# لورنس ايدو
لورنس ايدو (بالإنجليزية: Lawrence Aidoo)‏ (14 يناير 1982 بأكرا في غانا - ) هو لاعب كرة قدم غاني في مركز الهجوم. شارك مع منتخب غانا لكرة القدم. أما مع النوادي، فقد لعب مع إف إس في فرانكفورت وإنيرجي كوتبوس وبوروسيا مونشنغلادباخ ونادي نورنبرغ وFC Wegberg-Beeck ‏ وSekondi Hasaacas F.C. ‏ وKickers Emden ‏.

## روابط خارجية
- لورنس ايدو على موقع قاعدة بيانات كرة القدم.إي يو (الإنجليزية)
- لورنس ايدو على موقع بيانات كرة القدم. دي إي (الألمانية)
- لورنس ايدو على موقع ناشيونال فوتبول تيمز (الإنجليزية)
- لورنس ايدو على موقع عالم كرة القدم.نت (الإنجليزية)